# Chirothrips falsus
Chirothrips falsus är en insektsart som beskrevs av Hermann Priesner 1925. Chirothrips falsus ingår i släktet Chirothrips och familjen smaltripsar. Inga underarter finns listade i Catalogue of Life.